# Burgenlandkreis
Burgenlandkreis är ett distrikt (Landkreis) i södra delen av det tyska förbundslandet Sachsen-Anhalt.  Administrativ centralort är staden Naumburg an der Saale (33 085 invånare år 2011) och största stad är Weissenfels (39 837).  Bland de större städerna i distriktet märks Zeitz (30 148), Hohenmölsen (10 246), Lützen (9053) och Teuchern (8724).

## Administrativ indelning
I förvaltningsrättslig mening finns i modern tid ingen skillnad mellan begreppet Stadt (stad) gentemot Gemeinde (kommun). Följande kommuner och städer ligger i Burgenlandkreis: 

### Städer
| - Hohenmölsen - Lützen | - Naumburg (Saale) - Teuchern | - Weißenfels | - Zeitz |

### Kommuner
| - Elsteraue |

### Förvaltningsgemenskaper

#### An der Finne
| - An der Poststraße - Bad Bibra | - Eckartsberga - Finne | - Finneland - Kaiserpfalz | - Lanitz-Hassel-Tal |

#### Droyßiger-Zeitzer Forst
| - Droyßig | - Gutenborn | - Kretzschau | - Wetterzeube |

#### Unstruttal
| - Balgstädt - Freyburg (Unstrut) | - Gleina - Goseck | - Karsdorf - Laucha an der Unstrut | - Nebra (Unstrut) |

#### Wethautal
| - Meineweh - Mertendorf | - Osterfeld - Molauer Land | - Schönburg - Stößen | - Wethau |